# Holomelina belmaria
Holomelina belmaria är en fjärilsart som beskrevs av Matthias Ehrmann 1895. Holomelina belmaria ingår i släktet Holomelina och familjen björnspinnare. Inga underarter finns listade i Catalogue of Life.